# Aidu (Lüganuse)
Aidu (deutsch Aitz) ist ein Dorf (estnisch küla) im estnischen Kreis Ida-Viru. Seit Oktober 2013 liegt es in der Landgemeinde Lüganuse (Lüganuse vald). Bis zu deren Bildung gehörte es zur Landgemeinde Maidla (Maidla vald).
Aidu wurde erstmals 1241 im Liber Census Daniæ erwähnt. Das Rittergut von Aidu mit seinem Gutshaus ist ab 1543 urkundlich belegt.
Bei Aidu befindet sich seit 1974 eines der beiden großen Tagebau-Gebiete für Ölschiefer in Estland (Aidu karjäär). Er wird von der Firma Põlevkivi Kaevandamise AS betrieben. Das Abbaugebiet und die rekultivierten Flächen zählen in Estland zu besonderen Zielgebieten für Ökotourismus und Naherholung.